# Kwadwo Poku
Kwadwo Poku er en ghanesisk professionel fodboldspiller og har tidligere været på kontrakt hos FC Midtjylland. Han er angrebsspiller.
Han har tidligere spillet for King Faisal Accra.
Kwadwo Poku er blevet kåret som den bedste U 23-spiller i Afrika, efter han blev topscorer for det ghanesiske U 23-landshold og yderligere scorede 2 mål i semifinalen af African Winners Cup.
Indtil april 2007 nåede Kwadwo Poku at repræsentere FC Midtjylland i 27 kampe og blev noteret for 3 mål.